# Micropotamogale ruwenzorii
Micropotamogale ruwenzorii é uma espécie de mamífero da família Tenrecidae. Ocorre na região do Ruwenzori, e regiões ocidentais do Lago Kivu e Edward, na Uganda e República Democrática do Congo.